# Pehr Ljung
Sven Petter (Pehr) Ljung, född 8 juni 1743 i Stockholm, död 10 oktober 1819 i Stockholm, var en svensk ornamentbildhuggare och professor. 
Han var son till ornamentbildhuggaren Johan Ljung och Maria Elisabet Berg och bror till gravören Johan Gabriel Ljung. Han fick sin första och grundläggande utbildning av sin far innan han studerade vidare vid Konstakademien i Stockholm. Han medverkade med teckningar och pousserade arbeten i vax vid Konstakademiens utställningar.
Bland Ljungs viktigare arbeten märks dörrinfattningarnas träsniderier i Stora bibliotekssalen och dekorativa grupper i Lilla galleriet på Stockholms slott, skulpterade ornament till kyrkorna i Strängnäs, Stenkvista och  Klara kyrka i Stockholm. Pehr Ljungs hade en stark känsla för träskuren dekor, han skar löv med mycket stor precision och hans löpande hundar sveper med lätthet runt sargerna på möblerna. Om kvaliteten är hög brukar sådana arbeten tillskrivas Pehr Ljung. Även om signatur saknas, kan en möbeln prismässigt lyftas vid en auktion om den tillskrivs mästarens namn. En av hans specialiteter var att skulptera gripar, ett fabeldjur med huvud och vingar av örn och kropp av lejon.  
Ljung var vid sidan av sitt eget skapande verksam som lärare vid Konstakademien.
Ljung är representerad vid Nationalmuseum och Uppsala universitetsbibliotek. 

## Bildgalleri

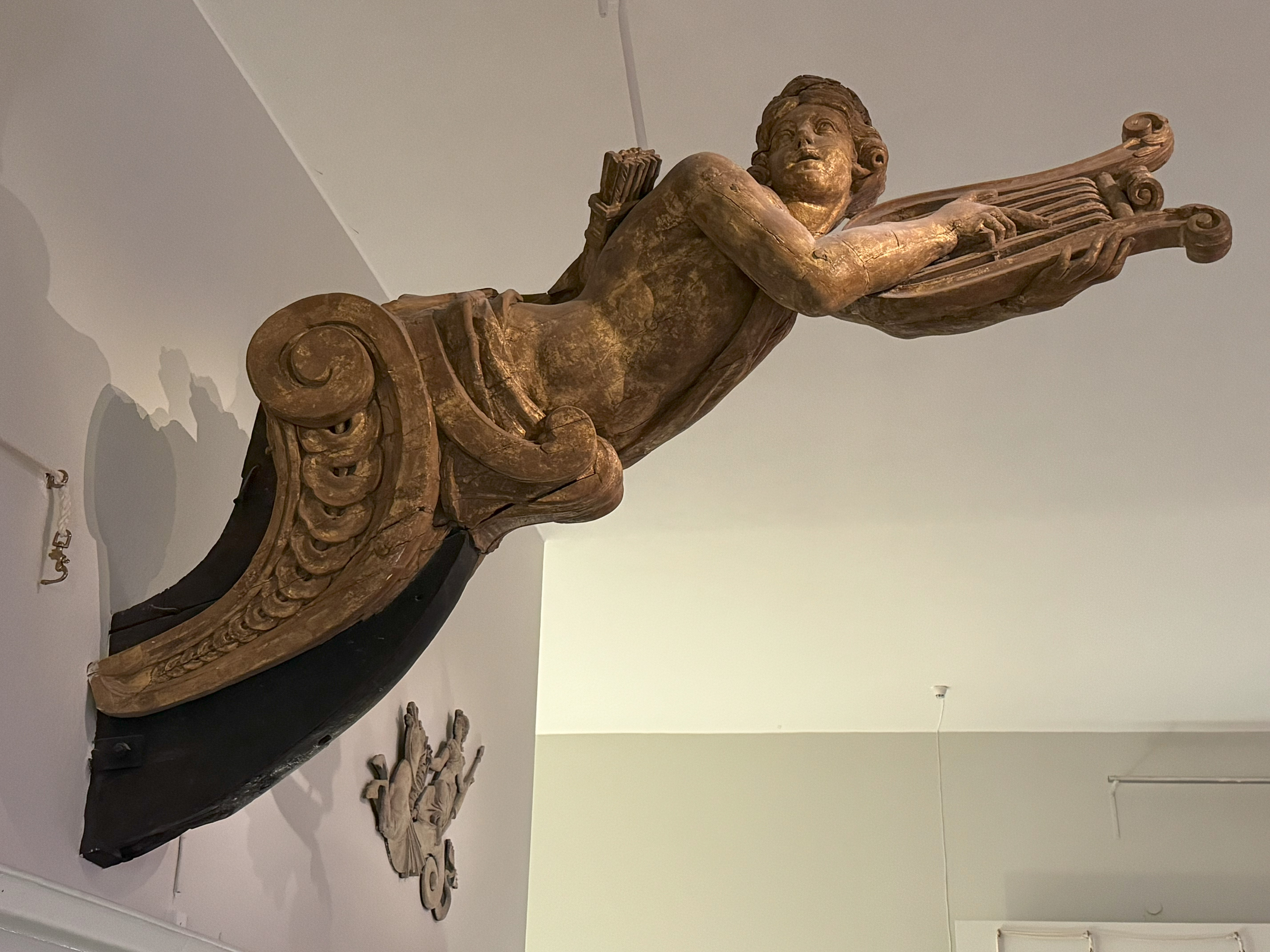
Galjonsfigur på Sjöhistoriska museet i Stockholm, skuren av Pehr Ljung. Figuren prydde Gustav III:s lustjakt och stabsfartyg, Amphion, konstruerat av Fredrik Henrik af Chapman, byggt och sjösatt i Karlskrona 1778.
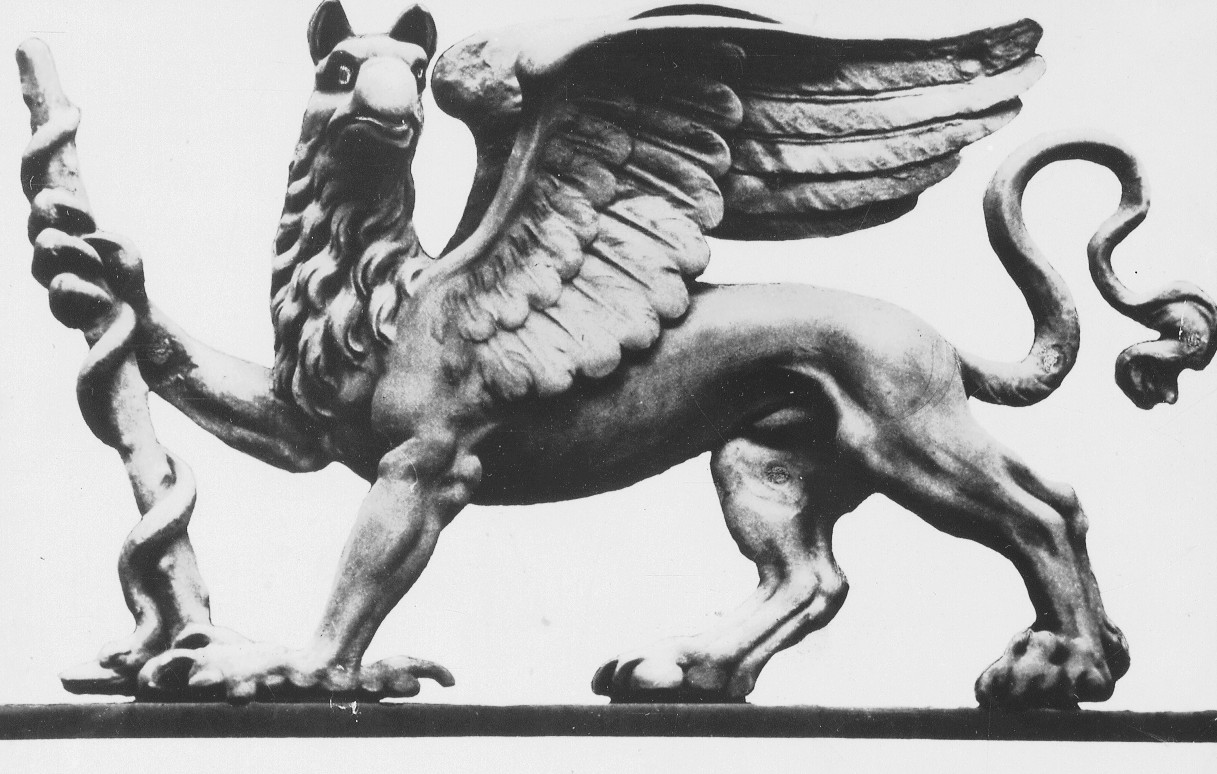
Apoteket Gripens emblem i Stockholm.
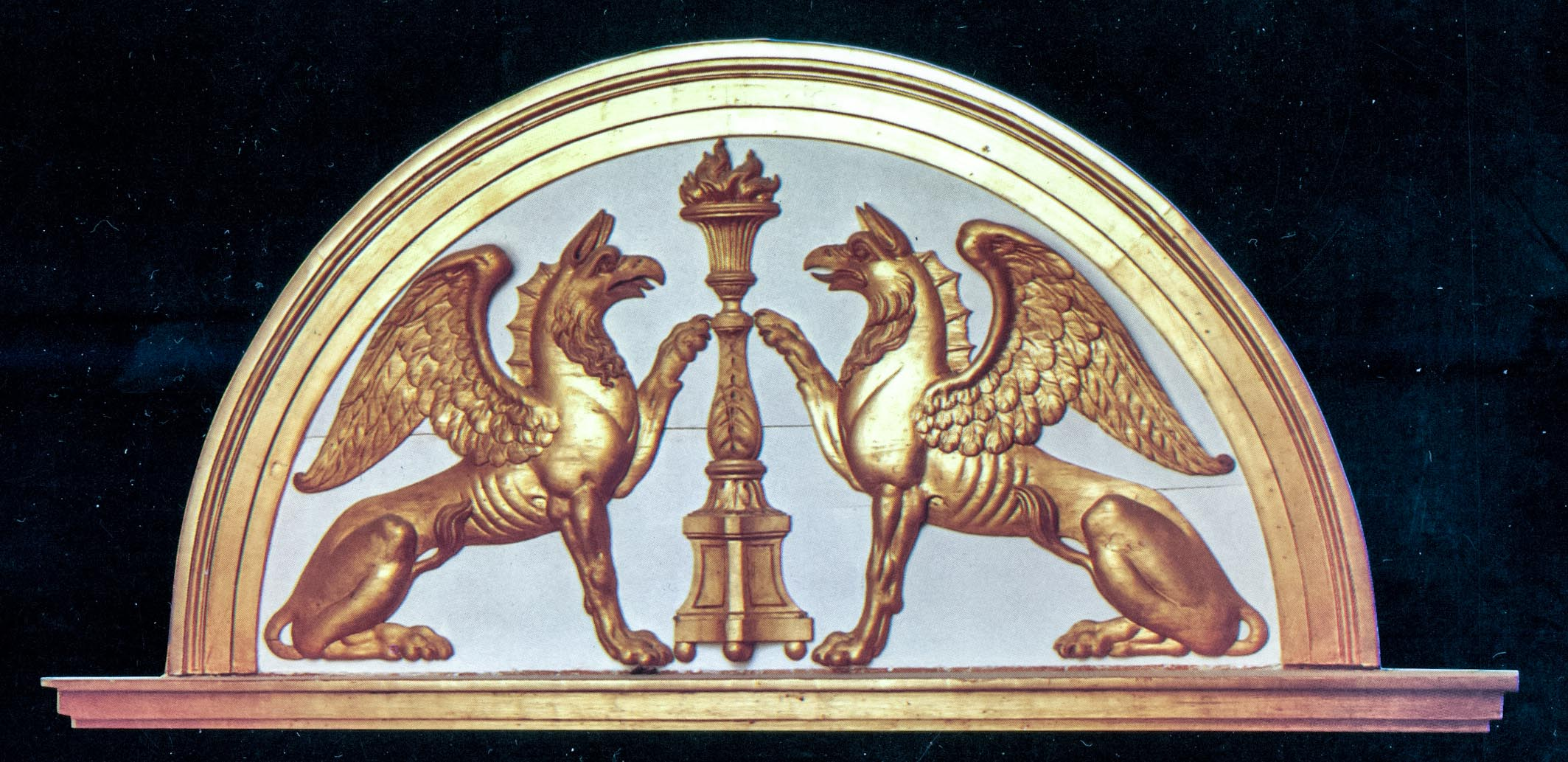
Rosersbergs slott, ett dörröverstycke i drottning Charlottas lilla sängkammare skuret av Pehr Ljung med Karl XIII:s gripar flankerande en kandelaber, som symboliserar hans gemåls, Charlotta (Hedvig Elisabeth Charlotta av Holstein-Gottorp).